# Курники (Тывровский район)
Курники (укр. Курники) — село на Украине, находится в Тывровском районе Винницкой области.
Код КОАТУУ — 0524580807. Население по переписи 2001 года составляет 107 человек. Почтовый индекс — 23303. Телефонный код — 4355.
Занимает площадь 0,34 км².

## Адрес местного совета
23303, Винницкая область, Тывровский р-н, с. Васильевка, Школьная, 25